# Lee Jin
Đây là một tên người Triều Tiên, họ là Lee.
Lee Jin (tiếng Hàn: 이진, sinh ngày 21 tháng 3 năm 1980) là một nữ diễn viên và ca sĩ người Hàn Quốc. Cô đã ra mắt giải trí với tư cách là thành viên của nhóm nhạc nữ thần tượng Hàn Quốc Fin.K.L, cùng với Lee Hyori, Ock Joo-hyun và Sung Yu-ri. Sau khi Fin.K.L kết thúc không chính thức vào năm 2002, Lee trở thành một nữ diễn viên.

## Sự nghiệp
Lee Jin gia nhập Fin.K.L sau khi bạn của cô ấy là Ock Joo-hyun, thành viên đầu tiên được chọn vào nhóm, đã giới thiệu cô ấy với giám đốc để casting chọn thành viên của nhóm. Cô hát bài "Happy Me" của Eco và ngay lập tức được chọn tham gia nhóm.
Năm 2002, các thành viên từ nhóm nhạc nữ bắt đầu hoạt động solo. Lee từ lâu đã bày tỏ sự quan tâm của cô đối với diễn xuất, trước khi ra mắt, cô đã tham gia Police People của MBC. Sau đó, cô đóng vai chính trong bộ phim sitcom nổi tiếng Nonstop.
Năm 2005, Lee tham gia chương trình giải trí thực tế X-Man. Trong chương trình, Lee cho thấy rằng cô đã trở thành một "quý cô" khác với thời thiếu niên Fin.KL thông qua sự thay đổi trong kiểu tóc và quần áo. Trong X-Man, cô được biết đến với những bước nhảy điêu luyện, vì vậy cô phải tạo ra những bước nhảy mới cho phân đoạn nhảy intro trong mỗi tập. Cô cũng được biết đến là ulzzang của chương trình ("khuôn mặt đẹp nhất"), được nhiều khách mời nam chọn làm đồng đội của họ trong trò chơi cặp đôi.
Vào năm 2010, Lee cũng xuất hiện trong Heroes nơi 12 nghệ sĩ tham gia các trò chơi để giành lấy danh hiệu nổi tiếng hoặc sẽ rơi vào nhóm không được yêu thích. Trong chương trình này, cô đã thể hiện tính cách tốt bụng và ấm áp của mình.

## Phim ảnh

### Phim truyền hình
- Nonstop 3 (MBC, 2002–2003)
- Banjun Drama (MBC, 2005) (với Andy of Shinhwa)
- Best Theater "Accident Prone Area"  (MBC, 2006)
- Her Cerebral Hemorrhage Story (MBC, 2006)
- The King and I (SBS, 2007–2008)
- New Wise Mother, Good Wife (MBC, 2007, cameo)
- Hometown of Legends  "Returning Lady" (KBS2, 2008)
- Hon (Soul) (MBC, 2009)
- Jejungwon (SBS, 2010)
- Glory Jane (KBS2, 2011)
- The Great Seer (SBS, 2012)
- The Secret of Birth (SBS, 2013)
- Shining Romance (MBC, 2013–2014)

### Điện ảnh
- Too Fragile to Be Loved  (2009)

### Show giải trí
- Beauty Center (SBS, 2002–2003)
- Declaration of Freedom! Today is Saturday – A Good Transportation Day (KBS, 2003)
- Show! Power Video (KBS, 2003–2005)
- X-Man (SBS, 2005)
- Millionaire's Bag (ETN, 2008)
- Heroes (SBS, 2010)
- Camping Club (JTBC, 2019)

## Xuất hiện trong trò chơi video
Lee Jin là một nhân vật có thể chơi trong trò chơi video Tony Hawk's Pro Skater 2 (chỉ có trong phiên bản PC của Hàn Quốc).

## Cuộc sống cá nhân
Lee Jin kết hôn tại Hawaii vào ngày 20 tháng 2 năm 2016.